# Tri (roman)
Tri (COBISS) je roman Petra Zupanca; izšel je leta 2001 pri Mladinski knjigi v zbirki Prvenci. 

## Vsebina
Junakinje romana so tri med seboj sprte sestre, ki pa imajo nadnaravno moč, vendar samo takrat, ko delujejo družno. Najmlajša, dvajsetletna Anja, je poročena s Kristjanom Urhom, za katerega pa ne ve, da je v resnici demon. Kristjan ji ugrabi sina Benjamina, zato Anja pokliče na pomoč starejši sestri, prostitutko Tejo in slikarko Namin. Obe sestri se živo spominjata lastnih pubertetniških dogodivščin s taistim demonom, ki so ga - Anja je bila takrat še v zibelki - družno premagale, poraženi pa jim je pustil s krvjo zapisano sporočilo, da se bodo ponovno srečali. Teja in Namin prihitita v Celje sestri na pomoč, vendar jima Anja, ki se prvega spopada z Demonom ne spominja, ne verjame, da so čarovnice, in noče sodelovati z njima. Toda starejši sestri se odločita zadevi priti do dna, nazadnje se jima Anja pridruži in skupaj spet premagajo Demona.